# Hubert Thomas Newman
Hubert Thomas Newman, britanski general, * 1895, † 1965.